# Casinaria punctura
Casinaria punctura là một loài tò vò trong họ Ichneumonidae.